# Войцехув (гміна)
Гміна Войцехув (пол. Gmina Wojciechów) — сільська гміна у східній Польщі. Належить до Люблінського повіту Люблінського воєводства.
Станом на 31 грудня 2011 у гміні проживало 5942 особи.

## Площа
Згідно з даними за 2007 рік площа гміни становила 80.92 км², у тому числі:
- орні землі: 88.00%
- ліси: 6.00%

Таким чином, площа гміни становить 4.82% площі повіту.

## Населення
Станом на 31 грудня 2011:
| Опис     | Загалом | Загалом | Чоловіки | Чоловіки | Жінки | Жінки |
| -------- | ------- | ------- | -------- | -------- | ----- | ----- |
| одиниця  | осіб    | %       | осіб     | %        | осіб  | %     |
| все      | 5942    | 100     | 2895     | 48.72    | 3047  | 51.28 |
| міське   | 0       | 100     | 0        |          | 0     |       |
| сільське | 5942    | 100     | 2895     | 48.72    | 3047  | 51.28 |

## Сусідні гміни
Гміна Войцехув межує з такими гмінами: Белжице, Ясткув, Конопниця, Наленчув, Понятова, Вонвольниця.